# Ворожбянський м'ясокомбінат
Ворожбянський м'ясокомбінат — підприємство харчової промисловості у місті Ворожба Білопільського району Сумської області України.

## Історія
М'ясокомбінат у райцентрі Ворожба був побудований за радянських часів і був одним із провідних підприємств міста Ворожба.
Після проголошення незалежності України перейшов у відання міністерства сільського господарства та продовольства України. Надалі, державне підприємство було перетворено на відкрите акціонерне товариство.
В умовах економічної кризи 1990-х років становище промислових підприємств міста ускладнилося, з 1990-х років основою економіки міста стали підприємства залізниці та роздрібної торгівлі.
У травні 1995 року Кабінет міністрів України ухвалив рішення про приватизацію м'ясокомбінату. У березні 2001 року арбітражний суд Сумської області порушив справу про банкрутство комбінату Арбітражний суд Сумської області порушивши справу про банкрутство відкритого акціонерного товариства «Ворожбянський м'ясокомбінат». Надалі підприємство було реорганізовано в товариство з обмеженою відповідальністю.
Економічна криза, що почалася в 2008 році ускладнив становище Ворожби, проте м'ясокомбінат, як і раніше, залишався одним із найбільших діючих підприємств міста та Білопільського району.

## Діяльність
Підприємство здійснює забій тварин та виробляє м'ясо, м'ясні напівфабрикати та м'ясні продукти.
У 2009 році основною продукцією комбінату були варена ковбаса, салямі і сосиски Молочні, також вироблялися буженина, шинка і бекон.